# Kevin Jörg

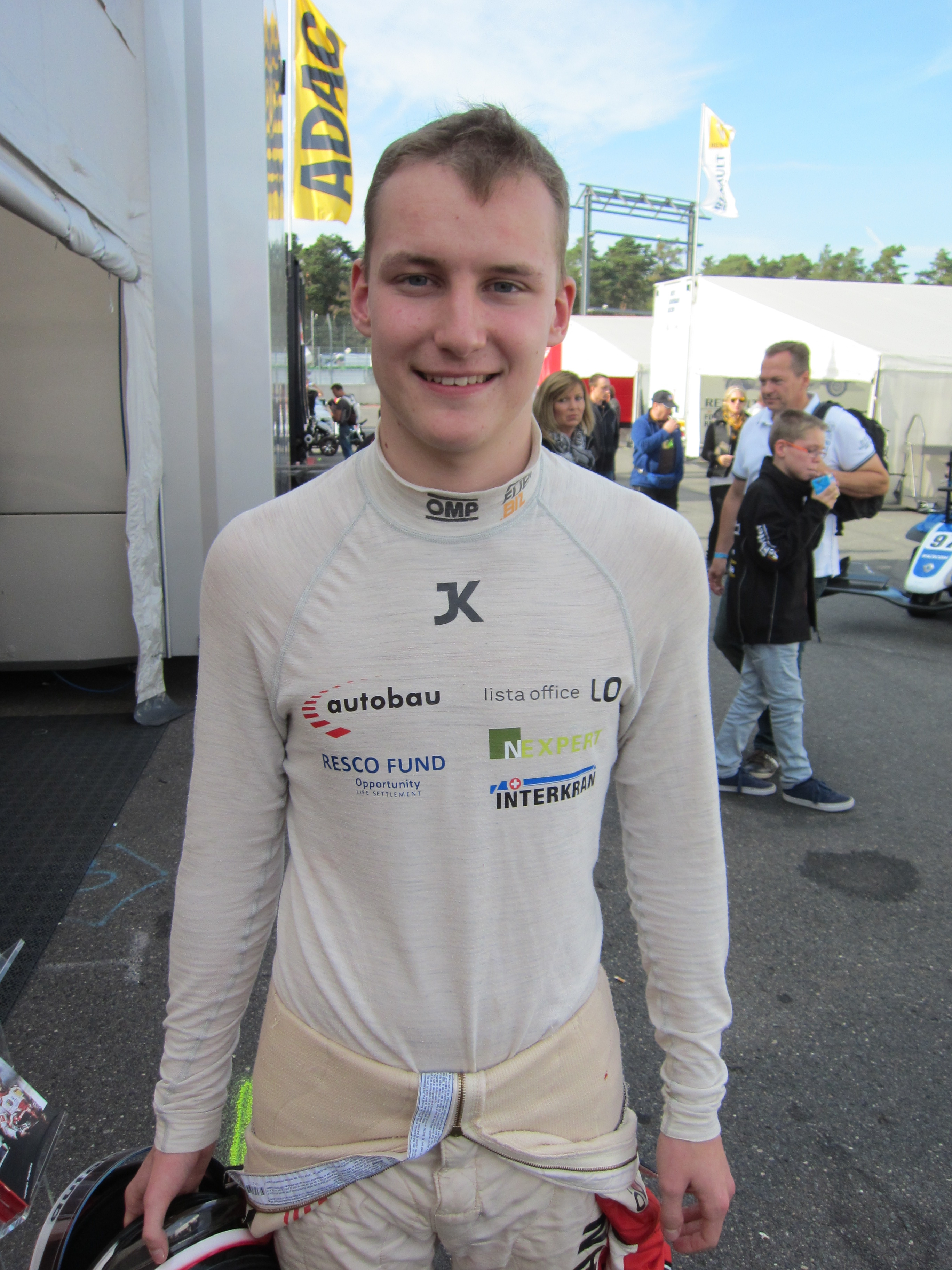
Kevin Jörg in 2015

Kevin Jörg (11 september 1995) is een Zwitsers autocoureur. In 2016 zat hij in de Renault Sport Academy, het opleidingsprogramma van het Formule 1-team van Renault.

## Carrière
Jörg begon zijn autosportcarrière in het karting in 2007. In 2008 werd hij tweede in de LO Swiss Junior ROK Cup, om in 2009 derde te worden in deze klasse. In 2010 won hij zowel de Junior-klasse van het nationale kartkampioenschap als de Swiss Junior ROK Cup.
In 2011 stapte Jörg over naar het formuleracing en maakte zijn debuut in de Formule BMW Talent Cup, waar hij uiteindelijk vierde werd. Aansluitend nam hij deel aan het laatste raceweekend van de Formule Lista Junior voor Jo Zeller Racing en eindigde de races op het Autodromo Nazionale Monza als achtste en negende. Aan het eind van het seizoen reed hij voor Jenzer Motorsport in de laatste twee raceweekenden van de Formule Abarth.
In 2012 maakte Jörg de fulltime overstap naar de Formule Abarth, dat was onderverdeeld in een Europees en een Italiaans kampioenschap, voor Jenzer. In het Europese kampioenschap behaalde hij zes podiumplaatsen en werd hij zesde in het kampioenschap met 176 punten. In het Italiaanse kampioenschap stond hij drie keer op het podium en werd eveneens zesde met 122 punten. Aan het eind van het seizoen reed hij in het laatste raceweekend van zowel de Formule Renault 2.0 NEC als de Eurocup Formule Renault 2.0, respectievelijk voor Daltec Racing en EPIC Racing.
In 2013 reed Jörg een dubbel programma in zowel de Eurocup Formule Renault 2.0 als de Formule Renault 2.0 Alps, waarin hij opnieuw voor Jenzer uitkwam. In de Eurocup kende hij een moeilijk seizoen waarin hij enkel tijdens het laatste raceweekend op het Circuit de Barcelona-Catalunya met een negende plaats twee punten scoorde op weg naar de 23e plaats in de eindstand. In de Alps deed hij het een stuk beter met één podiumplaats op Spa-Francorchamps en twee op het Misano World Circuit Marco Simoncelli, waardoor hij achter Antonio Fuoco, Luca Ghiotto en Bruno Bonifacio vierde werd in het kampioenschap met 90 punten.
In 2014 reed Jörg enkel fulltime in de Eurocup, waarin hij overstapte naar Josef Kaufmann Racing. Op de Moscow Raceway won hij zijn eerste race in het kampioenschap en met twee andere podiumplaatsen werd hij zesde in de eindstand met 87 punten. Hiernaast reed hij in enkele raceweekenden van de Formule Renault 2.0 NEC voor Kaufmann en won twee races op Monza en Spa-Francorchamps en met nog een podiumplaats op de Nürburgring werd hij dertiende in het kampioenschap met 118 punten.
In 2015 reed Jörg opnieuw een dubbel programma in zowel de Eurocup als de NEC voor Kaufmann. In de Eurocup won hij één race op Silverstone en werd met nog vijf tweede plaatsen achter Jack Aitken en Louis Delétraz derde in het kampioenschap met 193 punten. In de NEC won hij twee races op de Red Bull Ring en werd met nog negen andere podiumplaatsen achter Delétraz tweede met 305 punten.
In 2016 maakte Jörg zijn debuut in de GP3 Series voor het team DAMS. Hij deed dit als coureur van het nieuwe opleidingsprogramma van het Formule 1-team van Renault. Met een vierde plaats tijdens het laatste raceweekend op het Yas Marina Circuit als beste resultaat werd hij veertiende in de eindstand met 26 punten.
In 2017 stapt Jörg binnen de GP3 over naar het team Trident.